# Donald Harvey
Pour les articles homonymes, voir Harvey.
Donald Harvey est un tueur en série américain, né le 15 avril 1952 dans le comté de Butler (Ohio) et mort le 30 mars 2017 à Toledo (Ohio).
Il affirme avoir assassiné 87 personnes, mais officiellement le bilan se situe entre 36 et 57 victimes. Il a déclaré avoir commencé à tuer pour « soulager la peine » de ses victimes, ce qui conduit à le qualifier parfois « d'ange de la mort ».

## Biographie
Il naît dans l'Ohio, mais peu après sa naissance, ses parents déménagent dans le Kentucky.
Dès l'âge de trois ans et demi, Donald Harvey subit régulièrement des abus sexuels, notamment de la part de son oncle de 9 ans son aîné (le demi-frère de sa mère), mais aussi d’un voisin plus âgé qui lui donnait de l'argent en échange de relations sexuelles. Il aurait également été victime de divers troubles affectifs et autres brimades, qui lui ont donné l'impression de ne jamais avoir eu de contrôle sur sa vie, impression qu'il a compensée en contrôlant la vie et surtout la mort de ses victimes.
En prison, il a admis avoir des sentiments ambigus à l'égard de son oncle qui l'a violé jusqu'à ses vingt ans. Il l'aimait et le haïssait tour à tour. À l'âge de douze ans, Donald Harvey n'a plus voulu que son oncle soit le seul à « s'amuser » durant les viols et décida de prendre du plaisir lui aussi.

### Crimes
Passionné d'occultisme, Donald Harvey a commis ses meurtres en empoisonnant ou en étouffant ses victimes, toutes des patientes des hôpitaux dans lesquels il officiait entre 1970 et 1987.
Après un premier emploi dans une usine de Cincinnati, il retourne dans le Kentucky rendre visite à son grand-père hospitalisé sur la demande de sa mère. Passant beaucoup de temps à l'hôpital Marymount où il est très apprécié, il se voit proposer un emploi d'aide-soignant par les religieuses qui y travaillent, bien qu'il n'ait aucune formation médicale.
Le premier crime de Donald Harvey remonterait au 30 mai 1970 : il étouffe un patient avec un oreiller et un sac en plastique. Il continua à tuer des patients, parfois en utilisant une bonbonne à oxygène défectueuse, parfois en injectant différents poisons dans les poches à perfusion.
Harvey fera quinze victimes pendant sa dix-huitième année.
Il pensait rendre service à certaines de ses victimes en leur donnant la mort : « Un jour, on a eu une femme qui avait glissé sur un poêle à bois et son bras était brûlé. La morphine ne calmait pas ses douleurs, elle priait pour mourir, elle voulait s'arracher le bras. Alors je l'ai tuée. J'y ai vite pris goût. C'était de plus en plus facile, tout le monde s'en foutait ».
Arrêté pour cambriolage le 31 mars 1971, il est condamné à une amende et à une interdiction de séjour dans le comté. Contraint de quitter son travail, il finit par s'engager dans l'US Air Force en juin 1971 ; il est renvoyé l'année suivante après une tentative de suicide. Cet épisode dépressif lui vaudra d'être brièvement hospitalisé.
A la fin de l'année 1975, il trouve un emploi de nuit dans l'hôpital des anciens combattants de Cincinnati et recommence à tuer. Il assassine au moins 15 patients au cours des dix années passées dans cet établissement. Au début des années 80, il commence à empoisonner ses proches. En 1986, il est embauché par le Drake Hospital de Cincinnati et assassine 23 personnes dans les 13 mois qui suivent.

### Arrestation et jugement
En 1987, lors de l'autopsie d'un patient au Drake Hospital de Cincinnati où Harvey travaillait, le praticien est alerté par une odeur d'amande amère, caractéristique d'un empoisonnement au cyanure. Après enquête de police et interrogatoire du personnel, Donald Harvey avouera ce crime. Il n'est alors accusé que d'un seul meurtre. Son avocat commis d'office, William Whalen, ne se doute pas qu'il défend alors un tueur en série, mais à la suite de rumeurs de plus en plus persistantes, où il est dit que Harvey aurait commis plusieurs meurtres suivant ce même modus operandi, la presse finit par s'y intéresser. La police se penche alors sur ce cas. À la suite de toutes ces pressions, Harvey avouera tout à son avocat. Dès lors, William Whalen aura pour but d'éviter la peine de mort à son client. En effet, dans l'État de l'Ohio, si un suspect plaide coupable et avoue tous ses crimes avant que les enquêteurs ne les découvrent et trouvent des preuves, la loi veut que l'on ne soit pas condamnable à la peine de mort.
Jugé à Cincinnati en août 1987, Donald Harvey, reconnu responsable de ses actes, échappe à la peine de mort et est condamné à trois fois vingt ans de prison le 7 septembre 1987. Il est incarcéré dans le pénitencier du comté de Warren dans l'Ohio.
Il est considéré comme le tueur en série le plus abominable de l'histoire des États-Unis, pour le nombre de meurtres reconnus, devant John Wayne Gacy.
Le 28 mars 2017, les gardiens le trouvent sévèrement blessé dans sa cellule à la suite d’une agression. Il meurt deux jours plus tard de ses blessures. Son meurtrier est James D. Elliott.
Le 3 mai 2019, James D. Elliott est incarcéré pour le meurtre de Donald Harvey en attendant son procès.
En Septembre 2019, James D. Elliott est jugé coupable de meurtre de Donald Harvey et emprisonné à vie.

### Émission radiophonique
- « Donald Harvey, l’ange de la mort » le 25 juin 2014 dans L'Heure du crime de Jacques Pradel sur RTL.